# 15 틸 미드나이트
《15 틸 미드나이트》(15 Till Midnight)는 미국에서 제작된 울프강 마이어스 감독의 2010년 드라마, 미스터리, SF 영화이다. 브랜던 슬래글 등이 주연으로 출연하였다.

## 출연

### 주연
- 브랜던 슬래글
- 안드레아 첸

### 조연
- 앤드류 로스
- 드배니 핀
- 안토니오 산 미구엘
- 토마스 다니엘
- 울프강 마이어스